# Chérif Lô
Chérif Lô ist eine Gemeinde (commune) im Département Tivaouane der Region Thiès, gelegen im zentralen Westen Senegals. Sie besteht aus dem namensgebenden Hauptort (chef-lieu) sowie weiteren Dörfern (villages) und Weilern (hameaux).

## Geographische Lage
Chérif Lô liegt im Erdnussbecken Senegals, sieben Kilometer südwestlich der Départementspräfektur Tivaouane und 67 Kilometer nordöstlich von Dakar. Das Gemeindegebiet hat eine Fläche von 140,70 km². Benachbarte Kommunen sind im Uhrzeigersinn Pambal, Tivaouane und Pire Goureye im Norden, Touba Toul im Osten, Thiénaba und Fandène im Süden und im Westen Mont Rolland.

## Geschichte
Das Dorf Chérif Lô war seit 1972 Hauptort einer Landgemeinde (communauté rurale). Im Jahr 2014 erhielt Chérif Lô, wie in Senegal alle communautés rurales, den landesweit einheitlichen Status einer Gemeinde (commune).

## Bevölkerung
Die letzten Volkszählungen ergaben jeweils folgende Einwohnerzahlen:
| Jahr | Einwohner |
| ---- | --------- |
| 2002 | 16.785    |
| 2013 | 17.813    |
| 2023 | 28.759    |

## Verkehr und Infrastruktur
Durch das Gebiet von Chérif Lô führt die Nationalstraße N 2 auf dem Weg von Thiès nach Tivaouane. Parallel zur N2 verläuft die 1885 eröffnete Eisenbahnstrecke Dakar–Saint-Louis.
Im Westen des Gemeindegebietes, nahe am Bahnhof Lam-Lam gare, liegt die Phosphatmine von Lam-Lam.